# Convolvulus fruticosus
Convolvulus fruticosus ist eine Pflanzenart aus der Gattung der Winden (Convolvulus) aus der Familie der Windengewächse (Convolvulaceae). Die Art ist in Asien verbreitet.

## Beschreibung
Convolvulus fruticosus ist ein Strauch oder Zwergstrauch, mit einer Höhe von 20 bis 50 cm. Die Zweige sind dicht sparrig verstreut und dicht mit anliegenden Trichomen filzig behaart. An den Zweigen sind gelegentlich kurze, harte Stacheln vorhanden. Die unteren Laubblätter stehen gelegentlich in dichten Gruppen an Kurztrieben. Die Blätter sind nahezu aufsitzend, die Blattspreite linealisch-spatelförmig bis linealisch, selten auch langgestreckt-umgekehrt eiförmig. Sie sind 2,2 bis 3,5 (selten bis 4,5) cm lang, 4 bis 7 mm breit und dicht mit anliegenden Trichomen behaart. Die Basis ist am Blattstiel herablaufend, die Spitze ist spitz bis abgestumpft.
Die Blüten stehen an 2 bis 6 mm langen Blütenstielen einzeln oder in zwei- bis vierblütigen Zymen in den Achseln an kurzen Seitenzweigen, die oftmals in ein oder zwei Stacheln enden. Die locker anliegenden Kelchblätter sind variabel, die äußeren zwei sind langgestreckt oder umgekehrt eiförmig, 8 bis 10 mm lang und auf der Außenseite borstig behaart. Die inneren drei Kelchblätter sind eiförmig und unbehaart und stachelspitzig. Die Krone ist eng trichterförmig, (1,3) 1,7 bis 2,6 cm lang, auf der äußeren Mittelachse sind die Kronblätter dicht braun behaart. Die Staubblätter stehen nicht über die Krone hinaus und sind ungleich lang. Die Staubbeutel sind speerförmig und an der Spitze abgestumpft. Der Fruchtknoten ist konisch und behaart, die Narben sind linealisch.
Die Früchte sind eiförmig-zugespitzte Kapseln mit einer Länge von 5 bis 7 mm. An der Spitze sind sie behaart.

## Verbreitung
Die Art ist in der Volksrepublik China, Afghanistan, Kasachstan, Kirgisien, Mongolei, Pakistan, Südrussland, Tadschikistan, Turkmenistan, Usbekistan und Südwestasien verbreitet. Sie wächst auf kiesigen oder sandigen Böden in Wüsten, Bergen und Ebenen in Höhenlagen von 1400 bis 2000 m.